# Ninja Hattori-kun
Ninja Hattori-kun (忍者ハットリくん (Nhẫn giả Hattori-kun)) là series manga được sáng tác bởi Motoo Abiko được phát hành dài kỳ từ năm 1964 đến năm 1988. Sau đó được chuyển thể thành một bộ phim truyền hình và phát sóng trên TV Asahi từ năm 1966 - 1968; một bộ anime của Shin-Ei Animation , phát sóng trên Asahi từ năm 1981 - 1987; một trò chơi điện tử của Hudson Soft; hai bộ phim hoạt hình của Shin-Ei Animation và một bộ phim điện ảnh live-action. Bản remake của loạt phim hoạt hình năm 1981 do Shin-Ei và hãng hoạt hình Ấn Độ Reliance MediaWorks sản xuấtvà sau đó là Green Gold Animations đã phát sóng từ năm 2013.

## Nội dung
Kenichi là một cậu bé mười một tuổi học tại một trường sơ trung. Đôi khi cậu ta hơi cứng đầu và lười biếng, khiến cho bố mẹ và thầy giáo không yên tâm chút nào. Trong lúc đó, một cậu bé ninja tên là Hattori Kanzou kết bạn với Kenichi. Hattori lúc đó đã trở thành một phần của gia đình Mitsuba cùng vời người em gái Shinzou và chú chó ninja Shishimaru. Hattori giúp Kenichi giải quyết vấn đề của Kenichi, và luôn để mắt tới cậu ta, như một người bạn tốt. Yumeko được coi là 'người trong mộng' của Kenichi. Kemumaki, một ninja phái Kouga cùng với chú mèo ninja Kagechiyo luôn luôn gay rắc rối cho Kenichi. Kenichi nhờ Hattori trả thù. Mặc dù Hattori là một người bạn tốt, Kenichi thỉnh thoảng cãi vã với Hattori do một sự hiểu nhầm tạo ra bởi Kemumaki. Đôi khi Jippou và Tsubame giúp Hattori. 

## Nhân vật
Hattori Kanzō (ハットリ カンゾウ／服部 貫蔵 (Phục Bộ Quán Tàng))
Tên thường gọi là Hattori-kun, một cậu bé Ninja thuộc phái Iga. Tính tình hiền lành, tốt bụng và là nhân vật chính của bộ truyện. Cậu có khuôn mặt tròn và có hai cái xoáy màu đỏ ở hai bên má. Cậu 11 tuổi, nặng 40 kg và cao 140 cm. Cậu mặc bộ đồ ninja màu xanh da trời cùng thanh gươm ở sau lưng. Cậu là đối thủ của Kemumaki, cũng là một ninja nhưng thuộc phái Kouga. Món ăn ưa thích của Hattori là khoai tây. Cậu sợ thằn lằn và ếch và điểm yếu này làm cậu dính vào nhiều rắc rối.Trình độ ninja của cậu có thể so sánh với một ninja bậc thầy. Tuy là ninja điêu luyện nhưng đôi khi cậu lại khá nhút nhát, nhất là trong chuyện tình cảm. Ngoài ra, cậu còn có tật đái dầm giống nhân vật Suneo. Cậu có một thói quen kỳ lạ là nói nin nin  vào cuối hầu hết các câu cậu nói ở cuối phim, khi chạy khi đánh nhau với Kemumaki, khi cậu rất vui vẻ và khi cậu khóc. Còn đối với nhũng chuyện hệ trọng, Kanzō lại nói "ninto".
Hattori Shinzō (ハットリ カンゾウ／服部 心蔵 (Phục Bộ Tâm Tàng))
Là em gái của Hattori, một cậu bé ninja cũng phái Iga mặc bộ đồ ninja màu đỏ. Cậu thường được gọi bằng tên thay vì họ (Hattori), còn họ của cậu thì không được biết đến trong phiên bản Ấn Độ. Giống như người anh của mình, Shinzou thường có thói quen nói shin shin vào cuối mỗi câu nói của mình. Cậu là một ninja vẫn còn đang đào tạo thành một ninja tốt, giống như Hattori. Shinzou được biết đến nhờ khả năng khóc rất to, có thể khiến mọi người bị ngất. Cậu thường giúp Hattori chiến đấu với Kemumaki bằng cách điều chỉnh tiếng khóc của mình (khiến đối phương mất khả năng chiến đấu) và cắn vào đầu của đối phương.
Mitsuba Ken'ichi (三葉 ケン一 (Tam Diệp Kiện Nhất))
Là một cậu bé hiếu động và luôn được Hattori giúp đỡ chuyện liên quan tới cậu và gia đình cậu. Khi trở thành bạn với Hattori, Kenichi thường bị Hattori gọi bằng cái tên 'Thánh Kenichi'. Kenichi là 1 cậu bé tốt bụng nhưng hơi yếu trong việc học và lười biếng giống như Nobita. Cậu thích Yumeko và ghét Kemumaki. Cậu cũng được gọi tắt là Ken.
Shishimaru (獅子丸 (Sư Tử Hoàn))
Một con chó ninja hài hước, tốt bụng và cũng rất ham ăn. Mặc dù là ninja điêu luyện nhưng cậu cũng rất nhát gan. Thần tượng của cậu là loài sư tử. Chú có lông màu vàng. Món ăn ưa thích của Shishimaru là chả cá. Trong bản lồng tiếng Hindi, chả cá lại bị đọc thành sôcôla cuộn.
Tsubame (ツバメ)
Là một kunoichi. Tsubame là bạn cùng lớp của Hattori. Cô thích Hattori và thường biểu lộ tình cảm này một cách thái quá. Cô hay dùng bùa yêu để lấy lòng Hattori. Cô luôn muốn được kết hôn với cậu. Cô mặc bộ áo ninja màu hồng. Trình độ ninja của cô kém hơn rất nhiều so với Hattori. Cô còn gọi Hattori là "thiếu gia Hattori".
Kemumaki Kemuzō (ケムマキ・ケムゾウ)
Là một ninja phái Kouga rất giỏi nhưng rất xấu tính và luôn trêu chọc Kenichi. Cậu có một con mèo ninja lông đen tên Kagechiyo. Cậu 11 tuổi và thấp hơn Kenichi, nhưng lại mạnh hơn Kenichi rất nhiều. Nhờ khả năng ninja điêu luyện, cậu có thể sánh ngang hàng với Hattori (Nhưng trong các tập truyện thì Hattori luôn đánh bại được Kemumaki). Cậu mặc áo ninja màu xanh lá cây. Thích Yumeko nên cậu luôn ganh đua với Kenichi. Đây là nhân vật phản diện của bộ truyện.
Kagechiyo (影千代 (Ảnh Thiên Thời))
Là một con mèo ninja, cũng giống như Shishimaru, Kagechiyo là người đi theo Kemumaki và giúp cậu phát hiện Hattori giúp Kenichi thế nào và tấn công, trêu Kenichi và đưa Hattori vào một tình thế khó khăn, tuy nhiên Kagechiyo đều thất bại. Kagechiyo ghét trên đời là những đám mèo khác (từ khi gặp con mèo Mickey. Và thỉnh thoảng Kagechiyo ghét Kemumaki vì cậu ta quá nghiêm khắc. Trong phiên bản tiếng Hindi, Kagechiyo được gọi là 'Kiyo'
Kawai Yumeko (河合 夢子 (Hà Hợp Mộng Tử))
Là một cô gái với vẻ ngoài xinh đẹp và là một kiểu người mà Kenichi cũng như Kemumaki thích nhất và luôn lấy lòng cô. Cô còn được biết đến với khả năng chơi Piano khá tốt.
Koike (小池 (Tiểu Trì))
Là thầy giáo của Kenichi, tính cách của ông giống với giáo viên trong truyện Doraemon, miệng giống Suneo và tóc xoăn. Ông ta thường mắng phạt Kenichi vì cậu lười biếng và hay ngủ gật trong lớp.
Mitsuba Kentarō (三葉健太郎 (Tam Diệp Kiện Thái Lang))
Là bố của Kenichi. Ông thường đi làm về trễ, thích ăn uống và chơi golf.
Mitsuba Taeko (三葉 妙子 (Tam Diệp Diệu Tử))Là mẹ của Kenichi. Bà luôn nghĩ Kemumaki là một cậu bé tốt cho dù Kemumaki luôn gây phiền phức cho Kenichi và Hattori. Bà cũng đã xuất hiện trong một tập truyện Doraemon, trong một trong những giấc mơ của Doraemon.
Jippou (忍者怪獣ジッポウ (Nhẫn giả quái thú Jippou))
Là một ninja rùa. Cậu là trợ lý của Hattori.
Hattori Jinzō (ハットリ ジンゾウ／服部 陣蔵 (Phục Bộ Trận Tàng))
Là cha đẻ của anh em Hattori. Đây là nhân vật ít xuất hiện nhất trong tập truyện. Ông cũng xuất hiện như một nhân vật phụ trong truyện Perman, khi ông giao chiến với Siêu nhân số 1.
Togejirō (トゲ 次郎 (Toge Thứ Lang))
Là một cây xương rồng có siêu năng lực, là trợ thủ đắc lực của Hattori.

## Manga và anime

### Manga
Loạt manga đầu tiên được xuất bản trên Kobunsha 's Shōnen vào năm 1964 và kết thúc vào năm 1968. Loạt manga thứ hai được Shogakukan xuất bản trên nhiều tạp chí dành cho trẻ em như CoroCoro Comic , Televi-Kun và những tạp chí khác từ năm 1981 đến năm 1988.
Manga được nhà xuất bản Trẻ xuất bản tại Việt Nam với tên gọi Ninja Hactory với 27 tập truyện.

### Anime
Phim được phát mới lúc 15h từ thứ 2 đến thứ 6, bắt đầu từ 19/5/2014 trên kênh Disney Channel (Châu Á) (lồng tiếng bằng tiếng Anh)
Ở Ấn Độ, phim được phát sóng trên kênh Nick TV, lồng Tiếng Anh và Tiếng Hindi. Tại Hàn Quốc, từ ngày 19 tháng 12 năm 2005, cho đến khi mùa thứ 5 được phát sóng trên kênh truyền hình Talent TV (hay còn gọi là JEI Talent Broadcasting, phát sóng lần đầu tiên vào năm 2005). Hiện tại, Cartoon Network Hàn Quốc đang phát sóng Ninja Hattori phiên bản từ 2012.
Tại Việt Nam, phim được POPS Kids phát hành lại trên nền tảng kĩ thuật số và Youtube với phiên bản lồng tiếng Việt bởi Purpose Media.
Một anime điện ảnh là Ninja Hattori-kun - Nhật ký ảnh nhẫn thuật (忍者ハットリくん ニンニン忍法絵日記の巻) sản xuất và phát hành năm 1982. Ngoài ra còn có 2 phim anime điện ảnh Ninja Hattori-kun vs Cậu bé siêu nhân bao gồm: Đại chiến ESP (忍者ハットリくん+パーマン 超能力ウォーズ) sản xuất và phát hành năm 1984 và Ninja quái thú Jippou và quả trứng phép màu (当時物 映画ハットリくん＋パーマン 忍者怪獣ジッポウVSミラクル卵) sản xuất và phát hành năm 1985.

### Phân vai lồng tiếng
| Nhân vật                     | Diễn viên lồng tiếng                                  | Diễn viên lồng tiếng  |
| Nhân vật                     | Nhật Bản                                              | Việt Nam              |
| ---------------------------- | ----------------------------------------------------- | --------------------- |
| Hattori Kanzo                | Junko Hori                                            | Nguyễn Kim Anh        |
| Hattori Shinzō               | Yūko Mita (từ năm 1980) Yukiko Hinata (năm 2012)      | Lưu Ái Phương         |
| Kawai Yumeko                 | Runa Akiyama (từ 1980) Haruka Sato (2012)             | Trương Ngọc Châu      |
| Chó Shishimaru               | Kenichi Ogata                                         | Đặng Hạnh Phúc        |
| Kenichi Mitsuba              | Masako Sugaya (từ 1980) Tomomomi Tenjinbayashi (2012) | bé Thanh Hà           |
| Kemuzo Kemumaki              | Kaneta Kimotsuki (1980) Kazuki Ogawa (2012)           | Võ Ngọc Trai          |
| Mèo Kagechiyo                | Eiko Yamada (1980) Ai Fukada (2012)                   | Cao Thuỵ Thanh Hồng   |
| Mitsuba Ketaro (mẹ Kenichi)  | Yukiko Nashiwa (1980) Miwa Kitahara (2012)            | Nguyễn Vũ Minh Chuyên |
| Mitsuba Kentaro (ba Kenichi) | Yuzuru Fujimoto (1980) Eiji Yanagisawa (2012)         | Tạ Bá Nghị            |
| Thầy giáo Koike              | Issei Futamata                                        | Nguyễn Trí Luân       |
| Tsubame                      | Fuyumi Shiraishi                                      | Võ Ngọc Quyên         |

## Phim Live-action

### Phim truyền hình
Phim truyền hình Ninja Hattori-kun được phát sóng trên TV Asahi do Toei sản xuất vào năm 1966 dưới dạng phim đen trắng:
- 7 tháng 4 năm 1966 - 28 tháng 9 (kỳ 1, 26 tập)
- 3 tháng 8 năm 1967 - 25 tháng 1 năm 1968 (kỳ 2)

### Phim điện ảnh
Nin x Nin: Ninja Hattori-kun, the Movie (NIN×NIN 忍者ハットリくん THE MOVIE Nin x Nin: Ninja Hattori-kun, the Movie) là một bộ phim điện ảnh phiêu lưu hành động Nhật Bản năm 2004 dựa trênloạt manga Ninja Hattori-kun của Fujiko Fujio . Phim do Masayuki Suzuki đạo diễn và Shingo Katori đóng vai Kanzo Hattori.Tựa tiếng Anh chính thức của phim là Nin x Nin: The Ninja Star Hattori.

## Danh sách các tập anime Ninja Hattori-kun
Cũng như manga, Mỗi tập phim của Ninja Hattori-kun được đánh dấu với hậu tố "no maki" (の巻).

### Giai đoạn năm 1981
Các tập phim trong giai đoạn này chủ yếu đã phát sóng trên Disney Channel Asia với phiên bản lồng tiếng Anh và phụ đề tiếng Việt từ ngày 19 tháng 5 năm 2014 (mùa 5 tại Nhật Bản). Purpose Media lồng tiếng Việt và phát hành trên ứng dụng POPS Kids năm 2018 và Youtube năm 2022, chiếu liền 3 đoạn phim ngắn trong cùng 1 tập. 
| STT | Tên tập phim | Ngày phát sóng tiếng Việt |
| --- | --- | ------------------------- |
| 1   | "Trở thành diễn viên chính thật khó / Shishimaru biến mất / Tìm thấy mùa thu bé nhỏ" (主役になるのは大変でござるの巻 / 消えた獅子丸の巻 / 小さな秋みつけたの巻)                                        | 30 tháng 1 năm 2022       |
| 2   | "Tâm lý phụ nữ thật khó lường / Trúng giải thưởng / Câu được cá hồng ở ao cũ" (女ごころはむずかしいでござるの巻 / 懸賞に当選でござるの巻 /古池でタイが釣れたでござるの巻)                              | 31 tháng 1 năm 2022       |
| 3   | "Không biết ai đánh rơi đồ vậy ta!? / Ba ơi, nhanh về nhà đi nào! / Rắc rối với khoai tây" (落しぬしはだれでござるの巻 / パパ上の減量作戦の巻 / ジャガイモにはまいったでござるの巻)                    | 2 tháng 2 năm 2022        |
| 4   | "Kế hoạch giảm cân cho ba / Shishimaru trở thành trái banh / Trông trẻ" (パパ上の減量作戦の巻 / ドッチボールーになった獅子丸の巻 / 子守には参ったでござるの巻)                                         | 4 tháng 2 năm 2022        |
| 5   | "Trận động đất ở Suwa / Tìm kiếm tin sốt dẻo / Ván trượt náo động" (すわ地震でござるの巻 / 特ダネを探せの巻 / スケートボードは大騒動の巻)                                                              | 6 tháng 2 năm 2022        |
| 6   | "Chữa trị sâu răng / Thuật nhốt âm thanh / 20 điểm đi đâu mất rồi?" (虫歯をやっつけるでござるの巻 / 忍法声とリもちの巻 / 20点はどこへいったの巻)                                                       | 7 tháng 2 năm 2022        |
| 7   | "Nhẫn thuật tai thỏ / Shishimaru là thiên tài hội họa / Khoảnh khắc đặc biệt" (忍法うさぎの耳の巻 / シシ丸は天才画家の巻 / これぞシャッターチャンスの巻)                                               | 9 tháng 2 năm 2022        |
| 8   | "Con hổ xổng chuồng đang ở đâu? / Danh tính thật sự của giọng nói đáng sợ là ai? / Mẹ của quả trứng là Kagechiyo" (逃げたトラは何処に？の巻 / こわい声の正体は誰かの巻 / たまごの親は影千代の巻)       | 11 tháng 2 năm 2022       |
| 9   | "Tổng vệ sinh nhà cửa thật vất vả / Thứ mà chuột thích nhất là... / Mình rất thích trượt tuyết" (大掃除は大変でござるの巻 / ネズミの大好きな物は...の巻 / スキーは大スキーでござるの巻)                | 13 tháng 2 năm 2022       |
| 10  | "Chiều thứ 7 buồn tẻ / Kagechiyo - tấm lòng dành cho chủ nhân / Shinzo thử thách với thuật trói buộc" (土曜の午後は退屈でござるの巻 / 影千代は御主人様おもいの巻 / シンゾウ金縛りの術に挑戦するの巻)   | 14 tháng 2 năm 2022       |
| 11  | "Lời mời tới buổi tiệc trà của mẹ / Papa của chú mèo bỏ rơi là Kagechiyo / Muốn trượt băng giỏi" (ママのお茶会に招待の巻 / 捨て猫のパパは影千代の巻 / スケートが上手になりたいの巻)                    | 16 tháng 2 năm 2022       |
| 12  | "Phép thuật truyền tin của ninja / Tìm nhà tài trợ / Thử thách bơi trong giá lạnh" (忍法伝言の術でござるの巻 / スポンサーを探すでござるの巻 / 寒中水泳に攄戦するの巻)                                  | 18 tháng 2 năm 2022       |
| 13  | "Ba được mời đến trường / Cuộc hỗn loạn lớn ở nhà tắm công cộng / Sự náo động của máy bộ đàm" (パパ上学校に呼ばれるの巻 / お風呂屋さんは大混乱の巻 / トランシーバー騒動の巻)                           | 22 tháng 2 năm 2022       |
| 14  | "Nhà âm nhạc đại tài Kenichi / Mình rất ghét lạnh / Thuật ninja tráo đổi vị trí" (大音楽家ケン一氏の巻 / 寒いのはキライキライの巻 / 忍法アベコベの術でござるの巻)                                      | 21 tháng 2 năm 2022       |
| 15  | "Chịu lạnh để được ăn bít-tết nào! / Hôm nay là ngày ném đậu / Tài liệu của ba bay mất!!" (寒さこらえてステーキ食べようの巻 / 今日は節分鬼退治の巻 / パパ上の書類は飛ぶのでござるの巻)                 | 15 tháng 2 năm 2022       |
| 16  | "Công việc bán thời gian chẳng ra gì / Shishimaru trở thành thỏ / Sự cố ngày lễ tình nhân" (とんだアルバイトでござるの巻 / うさぎになった獅子丸の巻 / バレンタインデー事件の巻)                        | 15 tháng 2 năm 2022       |
| 17  | "Bắt chước phép thuật. Nguyên nhân gây tai nạn / Muốn thấy sao mai thì phải dậy sớm / Phép thuật làm cho hoa nở" (生忍法はケガのもとの巻 / 明けの明星は早起きでござるの巻 / 忍法花咲かじいさんの巻)    | 15 tháng 2 năm 2022       |
| 18  | "Làm bè bằng lon rỗng / Nhẫn thuật kỹ nghệ viết chữ siêu tốc / Shisshimaru hát ru trẻ con" (あきカンでイカダを作るの巻 / 忍法速書きの術の巻 / 獅子丸子守唄の巻)                                        | 15 tháng 2 năm 2022       |
| 19  | "Hattori thử thách sáng tác tiểu thuyết / Hội chợ triển lãm vũ trụ thật là tuyệt vời / Chạy bộ hãy giao cho ba" (ハットリ剣豪小説に挑戦の巻 / ハットリ剣豪小説に挑戦の巻 / ジョッキングはおまかせの巻) | 15 tháng 2 năm 2022       |
| 20  | "Mẹ là tiểu thuyết gia / mình rất ghét Yumeko! / Shishimaru là ngôi sao gánh xiếc" (ママ上は小説家の巻 / 夢子ちゃんなんか嫌いの巻 / 獅子丸はサーカスのスターの巻)                                      | 15 tháng 2 năm 2022       |
| 21  | "Đội bóng chày ninja / Rèn luyện ếch nghiệt ngã / Trận chiến nói dối ngày cá tháng tư" (忍者野球の巻 / カエル修行はつらいでござるの巻 / エイプリルフールうそつき合戦の巻)                              | 15 tháng 2 năm 2022       |
| 22  | "Nhặt được chú chó nhỏ / Shishimaru vui như mùa xuân về / Có gì trong ngôi nhà bí ẩn?!" (ひろってきた小犬の巻 / 獅子丸も春でござるの巻 / ドッキリハウスにナニがあるの巻)                               | 15 tháng 2 năm 2022       |
| 23  | "Là bánh nữa hả? Ăn nhiều rồi! / Shishimaru bị đau bụng / Kenichi là đạo diễn nổi tiếng" (ケーキはもうたくさんの巻 / お腹をこわした獅子丸の巻 / ケン一氏は名監督でござるの巻)                          | 15 tháng 2 năm 2022       |
| 24  | "Công việc phát báo đáng sợ / Mình muốn trở thành người lớn / Kẻ giả mạo rắc rối" (こわい新聞配達の巻 / 大人になりた～いの巻 / にせものは困るでござるの巻)                                             | 6 tháng 3 năm 2022        |
| 25  | "Cuộc chiến cấy lúa / Quảng cáo kỳ lạ / Shishimaru bị bắt cóc" (田植えに挑戦の巻 / おかしな告白の巻 / 誘拐された獅子丸の巻)                                                                            | 8 tháng 3 năm 2022        |
| 26  | "Máy ảnh lấp lánh / Mạnh mẽ với robot / Kenichi đàn ông" (カメラはキライキライの巻 / ロボットに強くなろうの巻 / ケンー氏は男でござるの巻)                                                              | 10 tháng 3 năm 2022       |

### Giai đoạn từ năm 2012
Giai đoạn này chiếu liền 2 đoạn phim ngắn trong cùng 1 tập
| STT | Tên tập phim | Ngày phát sóng tiếng Việt |
| --- | --- | ------------------------- |
| 1   | "Mua hàng giảm giá là chiến trường / Biến thành thầy Koike" (バーゲンは戦場でござる！の巻 / 小池先生に変身でござるの巻)                            | 29 tháng 1 năm 2022       |
| 2   | "Kagechiyo cũng muốn được khen ngợi / Điều kinh hoàng tại viện bảo tàng" (影千代も褒められたいでござるの巻 / 博物館は大パニックでござるの巻)       | 30 tháng 1 năm 2022       |
| 3   | "Kế hoạch trẻ hóa / Không xóa được vết vẽ bậy" (若返り作戦には参ったでござるの巻 / ラクガキが消えないでござる!?の巻)                               | 30 tháng 1 năm 2022       |
| 4   | "Làm công ăn lương thật vất vả / Trận đấu nhẫn thuật ninja quần vợt" (サラリーマンは大変でござるの巻 / 忍法テニスで勝負でござるの巻)               | 3 tháng 2 năm 2022        |
| 5   | "Shinzo phụ giúp làm việc nhà / Giành nhau cơ hội chụp ảnh" (シンゾウのお手伝いでござる！の巻 / シャッターチャンスを狙うでござる！の巻)            | 5 tháng 2 năm 2022        |
| 6   | "Người kiểm tra là ai? / Muốn trở thành anh hùng" (試験官は誰でござる？の巻 / ヒーローになりたいでござるの巻)                                      | 6 tháng 2 năm 2022        |
| 7   | "Cuộc diễn tập chuẩn bị cho lúc mất điện / Thuật ninja đá bóng" (停電に備えてサバイバル生活の巻 / ワンニャン、忍法サッカーでござるの巻)            | 8 tháng 2 năm 2022        |
| 8   | "Bài tập nhiều gấp 1000 lần thật vất vả / Xe đạp thông minh thật tuyệt" (宿題1000倍はつらいでござる！の巻 / からくり自転車はスゴイでござるの巻)    | 10 tháng 2 năm 2022       |
| 9   | "Nấc cục không ngừng / Điều ước của Yumeko là gì?" (しゃっくりが止まらないでござる！の巻 / 夢子ちゃんの願いごとは何でござる？の巻)                 | 30 tháng 2 năm 2022       |
| 10  | "Anh em không được mất hòa khí / Dính nhau như hình với bóng" (兄弟ゲンカはイカンでござる！の巻 / くっついちゃったでござる！の巻)                  | 13 tháng 2 năm 2022       |
| 11  | "Nhà hàng ninja cực kỳ phát đạt / Kenichi là nhà ảo thuật thiên tài" (忍者レストランは大繁盛でござるの巻 / ケン一氏は天才手品師でござるの巻)       | 15 tháng 2 năm 2022       |
| 12  | "Shishimaru tốt bụng thật là đáng sợ / Trận đấu ninja khốc liệt" (優しい獅子丸が怖いでござるの巻 / 忍者屋敷猛レースでござるの巻)                   | 15 tháng 2 năm 2022       |
| 13  | "Shishimaru đang yêu / Cuộc chiến câu cá" (恋する獅子丸でござる！の巻 / 釣りで勝負でござる！の巻)                                                  | 19 tháng 2 năm 2022       |
| 14  | "Shinzo thách thức nhẫn thuật ninja mới / Thời trang của Yumeko" (シンゾウ、新忍法に挑むでござるの巻 / 夢子ちゃんのファッションショーでござるの巻) | 20 tháng 2 năm 2022       |
| 15  | "Bí kíp gia truyền của phái Iga / Kemumaki trở thành ngôi sao điện ảnh" (伊賀秘伝の巻物でござるの巻 / ケムマキ氏、ビックスターになるでござるの巻)  | 22 tháng 2 năm 2022       |
| 16  | "Biện pháp chống trộm hoàn hảo / Yumeko thích coi bói" (防犯対策はバッチリでござる！の巻 / 夢子ちゃんは占いがお好きでござるの巻)                   | 23 tháng 2 năm 2022       |
| 17  | "Lấy lại món hàng gửi nhầm / Bắt lấy tên trộm báu vật" (荷物を取り返すでござるの巻 / 宝物泥棒をつかまえるでござるの巻)                             | 24 tháng 2 năm 2022       |
| 18  | "Đồng hồ đeo tay của ba / Ninja nước ngoài thành đệ tử" (パパ上の腕時計でござるの巻 / 外国忍者が弟子に？でござるの巻)                              | 24 tháng 2 năm 2022       |
| 19  | "Ninja không khóc / Không được thua khỉ" (忍者は泣かないでござるの巻 / お猿には負けないでござるの巻)                                               | 25 tháng 2 năm 2022       |
| 20  | "Làm lại nhà cho Shishimaru / Mình là người tới lớp sớm nhất" (獅子丸の犬小屋を作るでござる！の巻 / 学校へ一番乗りでござる！の巻)                  | 25 tháng 2 năm 2022       |
| 21  | "Kenichi là ninja / Trận quyết đấu bowling kiểu ninja" (ケン一氏は忍者でござるの巻 / 忍者ボーリングで対決でござる！の巻)                           | 25 tháng 2 năm 2022       |
| 22  | "Quyết tâm lái xe đến cùng / Kế hoạch đi chích ngừa" (決死のドライブでござるの巻 / お注射大作戦でござるの巻)                                       | 25 tháng 2 năm 2022       |
| 23  | "Đại hội đánh gôn dành cho trẻ em / Huấn luyện ninja trò chơi trốn tìm" (子供ゴルフ大会でござる！の巻 / 忍者訓練・隠れん坊でござる！の巻)          | 25 tháng 2 năm 2022       |
| 24  | "Trứng nở ra chim gì? / Vua câu đố là ai?" (なんの卵？でござるの巻 / クイズ王は誰だ?!でござるの巻)                                                 | 25 tháng 2 năm 2022       |
| 25  | "Chúng ta cùng lau dọn chùa / Hành trình trên khinh khí cầu đáng sợ" (お寺の大掃除でござる！の巻 / からくり気球でござるの巻)                       | 7 tháng 3 năm 2022        |
| 26  | "Căn nhà trên cây của Kenichi / Thử thách môn cricket" (ケン一氏のツリーハウスでござるの巻 / クリケットに挑戦でござるの巻)                         | 9 tháng 3 năm 2022        |

## Đón nhận

### Quảng cáo
Năm 1982, Ninja Hattori-kun cho ra mắt sản phẩm như cốc uống nước, thuốc nhỏ mắt cho trẻ em, điều hòa Panasonic và đồ chơi.

### Trò chơi điện tử
Game phát hành năm 1986 do Hudson Soft phát triển và xuất bản độc quyền tại Nhật Bản cho Nintendo. Được dựa trên bộ manga cùng tên của Fujiko A. Fujio , sau này trở thành một loạt phim hoạt hình và nhượng quyền thương mại châu Á. Ra mắt thời điểm anime được phát sóng, đây là trò chơi Famicom bán chạy thứ năm được phát hành vào năm 1986, bán được khoảng 1.500.000 bản trong suốt thời gian phát hành. 
Cốt truyện bắt đầu khi cậu bé ninja Hattori Kanzo đang tìm kiếm chủ nhân của mình để hoàn thành khóa huấn luyện của mình. Trong khi tìm kiếm chủ nhân của mình, cậu gặp một cậu bé 10 tuổi tên là Mitsuba Kenichi và biến cậu ấy thành chủ nhân thay thế tạm thời của mình. Để phát triển sự tự tin của Kenichi, họ đã cùng nhau trải qua nhiều cuộc phiêu lưu. Trò chơi hướng đến khán giả nhí giống như cách mà manga và anime đã làm. Trong game, người chơi sẽ điều khiển Kanzo Hattori trong một trò chơi hành động. Hattori phải chạy sang phải qua nhiều địa hình khác nhau, nhưng chủ yếu là qua rừng. Ngoài việc sử dụng các phi tiêu, Hattori có thể tiếp cận một trong những kỹ thuật ninja (nhẫn phong thuật) khác, như Kagebashin, Happou no Shuriken,... Trên thực tế, cậu học được tổng cộng 11 nhẫn phong thuật; tuy nhiên, trước tiên cậu phải thu thập các cuộn giấy cung cấp những khả năng đó trước khi cậu có thể sử dụng chúng. Do điều khiển chậm chạp, rất khó để vượt qua một số chướng ngại vật mà Hattori Kanzo sẽ phải đối mặt nếu không có các kỹ năng ninja để tăng cường khả năng di chuyển của cậu.